# 波音载人飞行测试

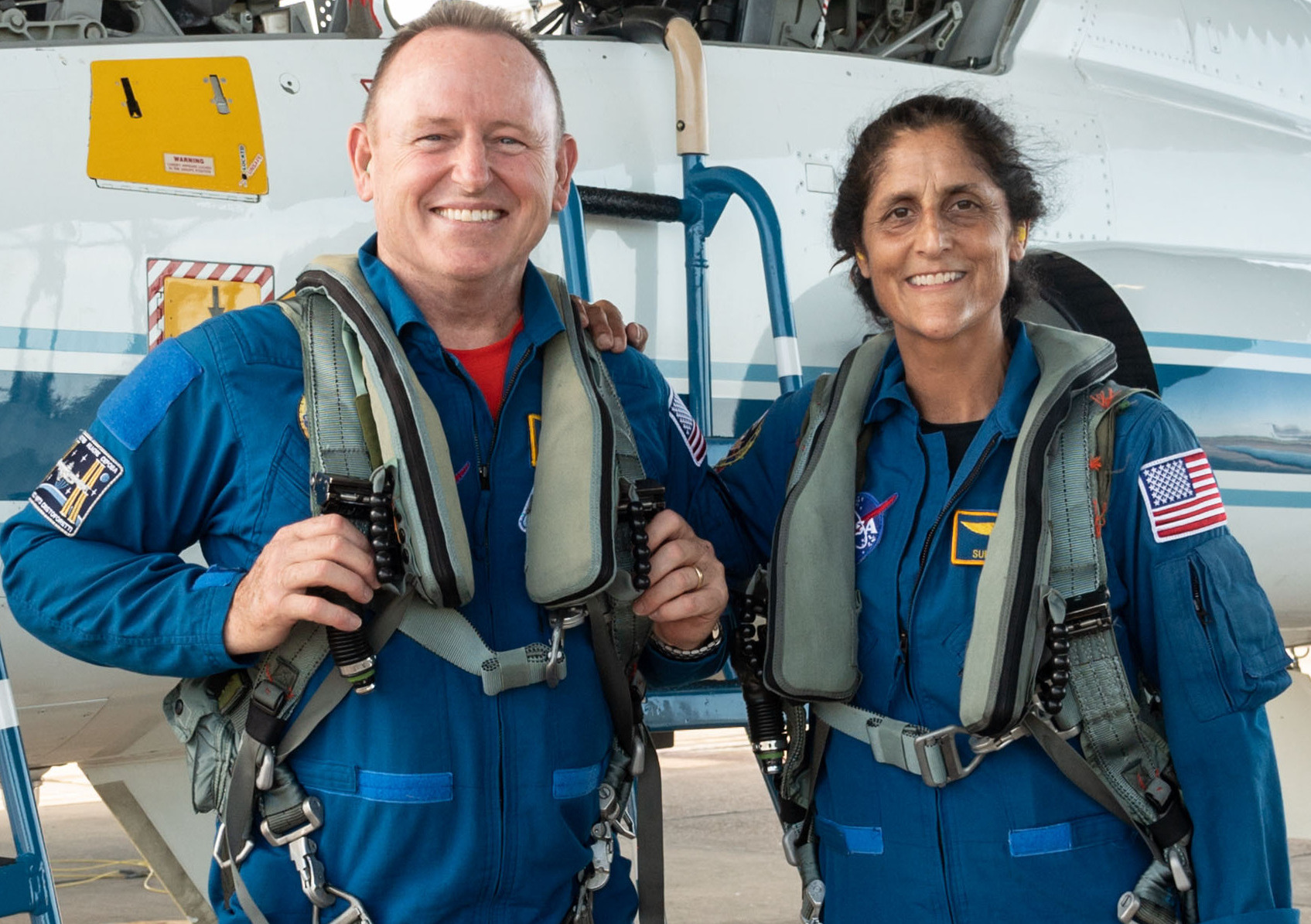
威尔莫尔和威廉斯

波音载人飞行测试（英語：Boeing Crew Flight Test，又称Boe CFT）是波音星际航线前往国际空间站的第一次载人任务，也是星际航线继波音轨道飞行测试和波音轨道飞行测试2号（OFT-2）2次无人任务后的第三次轨道飞行任务。虽然该任务的发射日期最初定于2021年底，但是各种问题使发射时间推迟至2023年7月以后，随后由于降落伞系统和线束问题，波音一度宣布计划无限期推迟。 2023年10月，NASA宣布这次飞行将于2024年4月中旬后进行，最終於2024年6月5日上午10時52分發射。6月6日与国际空间站对接。美国国家航空航天局的两名宇航员参与此次任务，他们将留在国际空间站上进行长时间的测试飞行。
由于飞船对接空间站期间出现众多意外故障，原定8天的逗留时间被进一步延长以检查飞船安全性，最终确定飞船于9月7日无人返回地球，原机组人员最終逗留至2025年3月乘坐SpaceX的龙飞船2号返回。

## 飞船
美国国家航空航天局宣布，波音公司在多次检查后，决定为2020年8月的载人飞行测试任务重新组装飞行器，并将安装新的降落伞和气囊。载人飞行测试太空舱的对接系统已被修改，以适应在OFT-2任务中首次亮相的新再入舱盖。

## 机组人员
2022年6月16日，NASA確認本次载人飞行测试任務是兩人飛行測試，由巴里·威尔莫尔和蘇妮塔·威廉斯組成； 迈克尔·芬克將作為备份乘组太空船試飛員接受訓練，並仍有資格分配到未來的任務。威廉斯是第一位進行軌道航天器類型首次載人飛行的女性（朱迪斯·蕾斯尼克是發現號太空梭首次飛行軌道航天器的第一位女性機組人員）。
| 岗位   | 发射宇航员                                   | 返回宇航员 |
| ------ | -------------------------------------------- | ---------- |
| 指令长 | 巴里·威尔莫尔，美国国家航空航天局 第三次飞行 | 无         |
| 飞行员 | 蘇妮塔·威廉斯，美国国家航空航天局 第三次飞行 | 无         |

| 岗位   | 宇航员                          | 宇航员                          |
| ------ | ------------------------------- | ------------------------------- |
| 指令长 | 迈克尔·芬克，美国国家航空航天局 | 迈克尔·芬克，美国国家航空航天局 |

## 任务
擎天神5號運載火箭N22變體的第三次發射發射了由兩名機組人員組成的 Starliner。該飛行器與國際太空站對接，並將返回地球並在美國西南部地面著陸。
这将是擎天神5號運載火箭首次执行载人发射任务。
兩名太空人試飛員的短期任務足以滿足 NASA 和波音公司载人飞行测试的所有測試目標，其中包括展示星際客機安全往返太空站的載人飛行任務的能力。然而，為了防止太空站上發生不可預見的事件，NASA 增加了靈活性，可將载人飞行测试對接的持續時間延長最多六個月。
星際客機將在美國西部進行地面著陸，這是從美國發射的載人太空艙任務中的首次，以往所有這些任務都在海洋中濺落。

### 發射
波音载人飞行测试於美國東部時間6月5日上午10點52分成功搭乘擎天神5號運載火箭進行第三次發射嘗試。這項任務是從位於佛羅里達州卡纳维拉尔角太空军基地的 ULA SLC-41發射場發射的，是擎天神5號運載火箭的第100次飛行。火箭採用 N22 配置飛行，沒有有效載荷整流罩，有兩個 GEM63固體火箭助推器，半人马座上面级有兩個RL10A-4-2 發動機。固體火箭助推器在升空後2分20秒與火箭分離。核心級持續點火直到發射後4分28秒，不久後就分離了。半人马座上面级隨後開始點火，直到發射後11分52秒。升空後約15分鐘，Starliner 飛船與上面级分離。為了最大限度地提高安全性，它被火箭置於亞軌道軌道，並在發射後約31分鐘使用自己的推進器進入軌道。

### 巡航與停靠

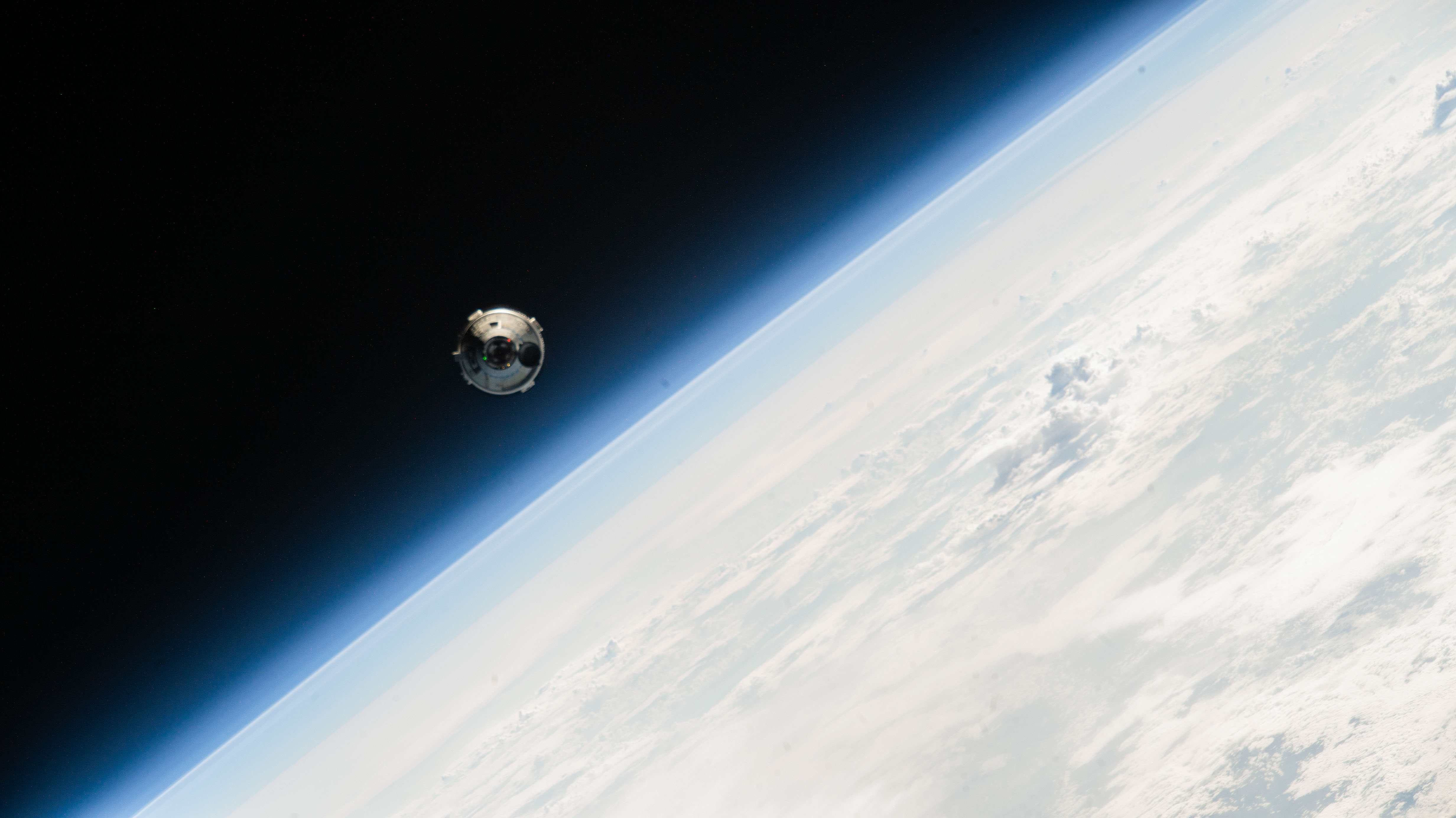
星際客機（Starliner）在載人飛行測試（CFT）期間接近國際太空站.

入軌一小時後，機組人員將天線對準TDRS（Tracking and data relay satellite）系統通訊衛星，將太陽能電池板指向太陽，手動操作星追蹤器（Star tracker），手動加速和減速太空船進行在軌機動，並對太空船進行多次手動操作。 Starliner 太空船被設計為自主運行，雖然在正常任務期間不需要這種能力，但這些測試表明機組人員可以在緊急情況下執行各種功能。。
6月5日晚，就在機組人員就寢之前，地面飛行控制人員在Starliner 推進系統的不同位置檢測到了另外兩處氦氣洩漏，其中一處也曾在之前的一次飛行中檢測到，這就是洩漏發生的地方。為了解決洩漏問題，飛行控制人員暫時關閉了與新洩漏相關的兩個氦氣歧管，這影響了太空船28個姿态控制发动机中的6個。洩漏很小，太空船內還留有足夠的氦氣，因此管理員批准對接操作繼續進行。依照正常程序，氦歧管在交會和對接期間重新打開，並在對接後關閉。對接後發現了第四個洩漏，比其他三個洩漏小。氦氣洩漏的原因尚不清楚，但發生四次單獨洩漏的事實表明，這可能是推進系統的系統性問題，而任務前美國宇航局和波音公司的管理人員卻認為，這與最初的預期形成鮮明對比。。
另一個問題發生在Starliner接近國際太空站的過程中，姿態控制系統中的五個推進器在飛行途中停止運作。任務團隊進行了一系列重置和熱火測試，以恢復四個推進器，而機組人員則手動將太空船保持在國際太空站200公尺禁區外。在驗證推進器正常運作後，Starliner 獲準與國際太空站對接。據稱，推進器問題是在2022年無人波音轨道飞行测试2号任務期間發生的，當時太空船上同一位置的推進器在接近過程中停止了。任務管理人員認為，推進器故障可能與輸入資料超出預定限制有關，而不是軟體或硬體問題，但確切原因尚不清楚。。
世界標準時間6月6日17:34，即升空後近27小時，Starliner 停靠在國際太空站和諧號節點艙的前向对接口。由於太空船姿态控制发动机出現問題，空间对接延後了一個多小時。  太空人巴里·威尔莫尔和蘇妮塔·威廉斯於世界標準時間19:34進入太空站，與國際太空站遠征隊7位远征71機組人員會合。
- Starliner 太空船與國際太空站對接
- 機組人員進入國際太空站
- 機組人員抵達國際太空站後的歡迎致辭

### 國際太空站停留

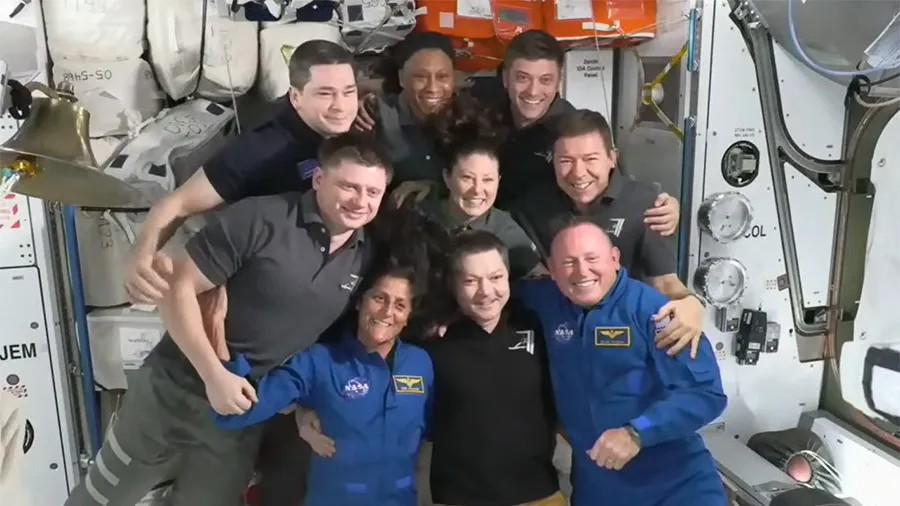
7位远征71機組人員與兩名機組人員在國際太空站上合影留念。

6月7日，波音载人飞行测试太空人在國際太空站度過了他們的第一天，在波音星际航线和太空站之間運送貨物和緊急裝備。他們得到了太空站人員邁克爾·巴拉特（Michael Barratt）和马修·多米尼克 （Matthew Dominick）的幫助。 波音星际航线带来的物品包括該站尿液處理設施的一個將尿液轉化為飲用水的新泵。該站的舊泵於5月29日發生故障，于是波音星际航线貨物清單在最後一刻被更改增加了这个泵。到第二天，新泵已經安裝完畢並正常運作。
6月8日，太空人測試了 Starliner 飛船在國際太空站發生緊急情況時充當「安全港」的能力，其中包括為太空人提供長時間庇護或在需要時快速離開太空站。這是任何訪問國際太空站的載人飛行器的要求。馬修·多米尼克和特雷西·戴森 （Tracy C. Dyson） 也與 载人飞行测试宇航員一起測試了 Starliner 上四名機組人員的生活條件。 6月9日，载人飞行测试機組人員繼續對 Starliner 進行檢查，作為其飛行測試目標的一部分。

### 無人返回地球

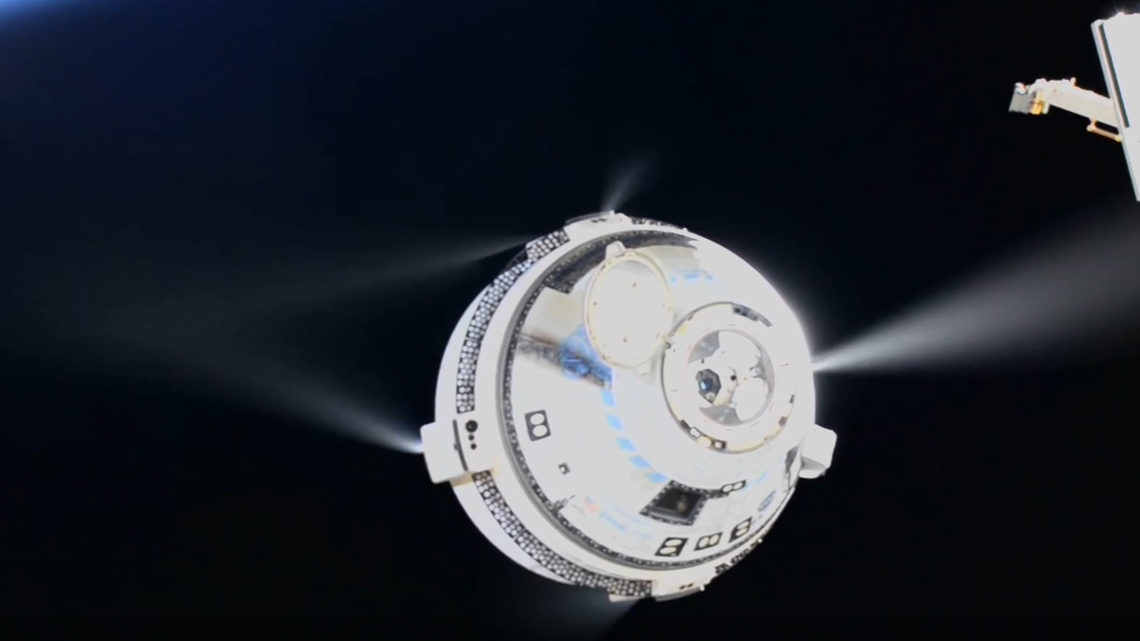
波音星际客机Calypso在離開國際太空站時啟動推進器。

美國國家航空暨太空總署（NASA）的原計劃是讓“星際客機”於6月14日從國際太空站脫離對接並返回地球。 為了讓工程師了解造成氦氣洩漏和推進器問題的原因，這個日期被推遲了好幾次。 6月21日，NASA 宣布返回日期不會早於7月初，以便對星際客機進行更多測試，並避免與6月24日和7月2日的兩次太空行走計劃相衝突。
8月24日，NASA宣布，出于安全考虑，两名航天员将改乘坐SpaceX的龙飞船通过Crew-9任务于2025年2月返回地球，而波音星际航线飞船则于9月7日无人返回地球。

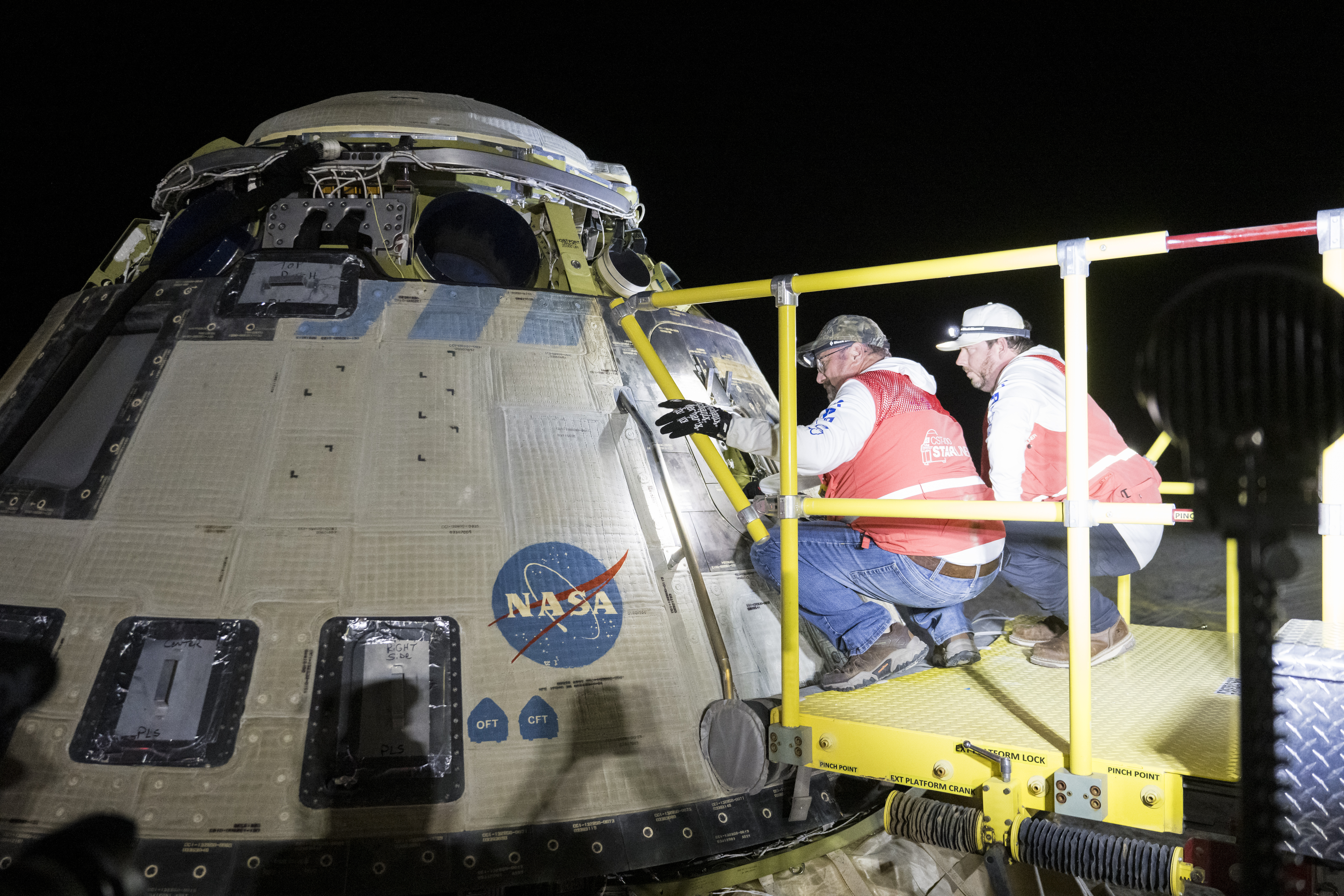
工作人員在波音星際客機Calypso降落後進行檢查。

9月6日，星际客机脱离空间站进行无人返回，6小时后再入大氣層。它部署了三個降落傘，使太空艙減速到4英里每小時（350英尺每分鐘；1.8每秒）。在抵達地面之前，六個安全气囊展開以緩衝著陸。它於9月7日04:01:35 UTC（登陸地點當地時間9月6日，下午10:01:35 MDT）成功降落到新墨西哥州的白沙导弹靶场。 所有潛在的著陸點都在美國西部，允許拋棄服務艙以在太平洋上空進行破壞性的再入。
在再入大氣層期間，“星際客機”遇到兩個與先前問題無關的技術問題：導航系統出現短暫故障，以及在重返大氣層期間用於調整太空艙方向的12個推進器中，有一個持續無法點火。發生故障的推進器是內建在乘員艙內的單组元推進器，完全獨立於在軌道上發生故障的服務艙內的雙推進器系統。

#### 影响
在8月初，NASA确认了由于“星際客機”的返航推迟，将导致Crew-9任务从原定的8月18日发射推迟到9月下旬发射。由于确认波音星际航线飞船的两人改乘坐该任务的飞船返回地球，原任务的成员由4人减至2人，为滯留的两人腾出座位。

## 註解
1. 1 2  N22 designates that the Atlas V has no payload fairing, two solid rocket boosters, and two Centaur second-stage engines.
2. ↑  Boeing owns a 50% stake in ULA. Lockheed Martin owns the other 50%.